# كارلوس كاناس
كارلوس كاناس (بالإسبانية: Carlos Cañas)‏ هو رسام سلفادوري، ولد في 3 سبتمبر 1924 في سان سلفادور في السلفادور، وتوفي بنفس المكان في 14 أبريل 2013.